# Andrzej Szyjewski
Andrzej Szyjewski (ur. 1963) – polski religioznawca, etnolog religii, profesor nauk humanistycznych. Zajmuje się teorią mitu, szamanizmem, religiami Australii i Oceanii, problemem przemian zachodzących w religiach plemiennych.

## Życiorys
Od 1987 roku pracownik Uniwersytetu Jagiellońskiego. Doktoryzował się w 1994 roku na podstawie pracy Symbolika kruka, habilitacja w 2000 roku (rozprawa Religie Australii). W latach 2005–2008 sekretarz generalny Polskiego Towarzystwa Religioznawczego. Członek komitetu redakcyjnego Przeglądu Religioznawczego.
Został dyrektorem Zakładu Fenomenologii i Antropologii Religii Instytutu Religioznawstwa Wydziału Filozoficznego UJ.

## Wybrane publikacje
źródło
- Symbolika kruka (Kraków 1991)
- Religie Australii (Kraków 1998)
- Etnologia religii (Kraków 2001)
- Religia Słowian (Kraków 2003)
- Od Valinoru do Mordoru (Kraków 2004)
- Szamanizm (Kraków 2005)
- Religie Czarnej Afryki (Kraków 2005)
- Mitologia australijska jako nośnik tożsamości (Kraków 2014)